# Serra da Saudade
Serra da Saudade är en kommun i Brasilien.   Den ligger i delstaten Minas Gerais, i den sydöstra delen av landet, 500 km sydost om huvudstaden Brasília. Antalet invånare är 815.
Omgivningarna runt Serra da Saudade är huvudsakligen savann. Runt Serra da Saudade är det mycket glesbefolkat, med 5 invånare per kvadratkilometer.